# Рибу (коммуна)
Рибу́ (фр. Riboux) — коммуна на юго-востоке Франции в регионе Прованс — Альпы — Лазурный берег, департамент Вар, округ Тулон, кантон Сен-Сир-сюр-Мер.
Площадь коммуны — 13,48 км², население — 35 человек (2006) с тенденцией к стабилизации: 33 человека (2012), плотность населения — 2,4 чел/км².

## Население
Население коммуны в 2011 году составляло — 34 человека, а в 2012 году — 33 человека.
| 1962 | 1968 | 1975 | 1982 | 1990 | 1999 | 2005 | 2006 | 2010 | 2011 | 2012 |
| ---- | ---- | ---- | ---- | ---- | ---- | ---- | ---- | ---- | ---- | ---- |
| 15   | 15   | 18   | 6    | 16   | 22   | 35   | 35   | 33   | 34   | 33   |

Динамика населения:

## Экономика
В 2010 году из 25 человек трудоспособного возраста (от 15 до 64 лет) 19 были экономически активными, 6 — неактивными (показатель активности 76,0 %, в 1999 году — 80,0 %). Из 19 активных трудоспособных жителей работали 14 человек (8 мужчин и 6 женщин), 5 числились безработными (двое мужчин и 3 женщины). Среди 6 трудоспособных неактивных граждан 1 был учеником либо студентом, 1 — пенсионером, а ещё 2 были неактивны в силу других причин.